# Xysticus kali
Xysticus kali är en spindelart som beskrevs av Benoy Krishna Tikader och Biswas 1974. Xysticus kali ingår i släktet Xysticus och familjen krabbspindlar. Inga underarter finns listade i Catalogue of Life.